# Горшечное
Горше́чное — посёлок городского типа, административный центр Горшеченского района Курской области России.

## География
Расположен на юго-востоке области; связан с областным центром автострадой А144 (128 км). Одноимённая железнодорожная станция на электрифицированной линии Елец — Старый Оскол — Валуйки.

## Климат
Климат Горшечного умеренно континентальный, с умеренно-холодной зимой и тёплым, достаточно влажным летом. По многолетним наблюдениям, средняя температура самого холодного месяца, января, составляет −8,5 °С, самого тёплого, июля, — +19,7 °С. Среднегодовое количество осадков — 550—600 мм.

## История

Братская могила 669 советских воинов в Горшечном

Основано однодворцами в период между 1730 — 1750 гг. Название возникло по местному промыслу — изготовлению глиняной посуды (горшков) в начальный период истории села. Населённый пункт впервые упоминается в 1781 году.
В 1896 году через село прошла одноколейная железная дорога от Ельца до Валуек.
25 декабря 1917 года в посёлке установлена советская власть.
В 1928 году в составе Воронежского округа ЦЧО был образован Горшеченский район. Затем 16 сентября 1929 года, в результате пересмотра сети округов ЦЧО, Воронежский округ был ликвидирован и создан Старооскольский округ, в который вошёл и Горшеченский район. В 1934 году Горшечное отошло к Курской области.
Посёлок находится на стратегической высоте, за него во время Великой Отечественной войны шли жестокие бои.
До 1967 года Горшечное имело статус села. Статус посёлка городского типа — с 1967 года.

## Население
| 1859  | 1897  | 1939  | 1959  | 1970  | 1979  | 1989  |
| ----- | ----- | ----- | ----- | ----- | ----- | ----- |
| 890   | ↗1441 | ↗3615 | ↗3662 | ↗6025 | ↗6754 | ↗6863 |
| 2002  | 2009  | 2010  | 2012  | 2013  | 2014  | 2015  |
| ↗6915 | ↘6284 | ↘6137 | ↘5974 | ↘5836 | ↘5752 | ↘5691 |
| 2016  | 2017  | 2018  | 2019  | 2020  | 2021  |       |
| ↘5557 | ↘5497 | ↘5404 | ↘5295 | ↘5253 | ↘5106 |       |

Население — 6348 жителей (2008).
Национальный состав
По итогам переписи населения 2020 года проживали следующие национальности (национальности менее 0,1 % и другое, см. в сноске к строке «Другие»):
| Национальность | Численность, чел. | Доля     |
| -------------- | ----------------- | -------- |
| Русские        | 4967              | 97,28 %  |
| Армяне         | 24                | 0,47 %   |
| Украинцы       | 14                | 0,27 %   |
| Турки          | 8                 | 0,16 %   |
| Другие         | 93                | 1,82 %   |
| Итого          | 5106              | 100,00 % |

## Экономика и инфраструктура
В настоящее время в посёлке газифицировано 60% домовладений; протяжённость водопроводных сетей - 37 км, асфальтированных дорог — 17 км.

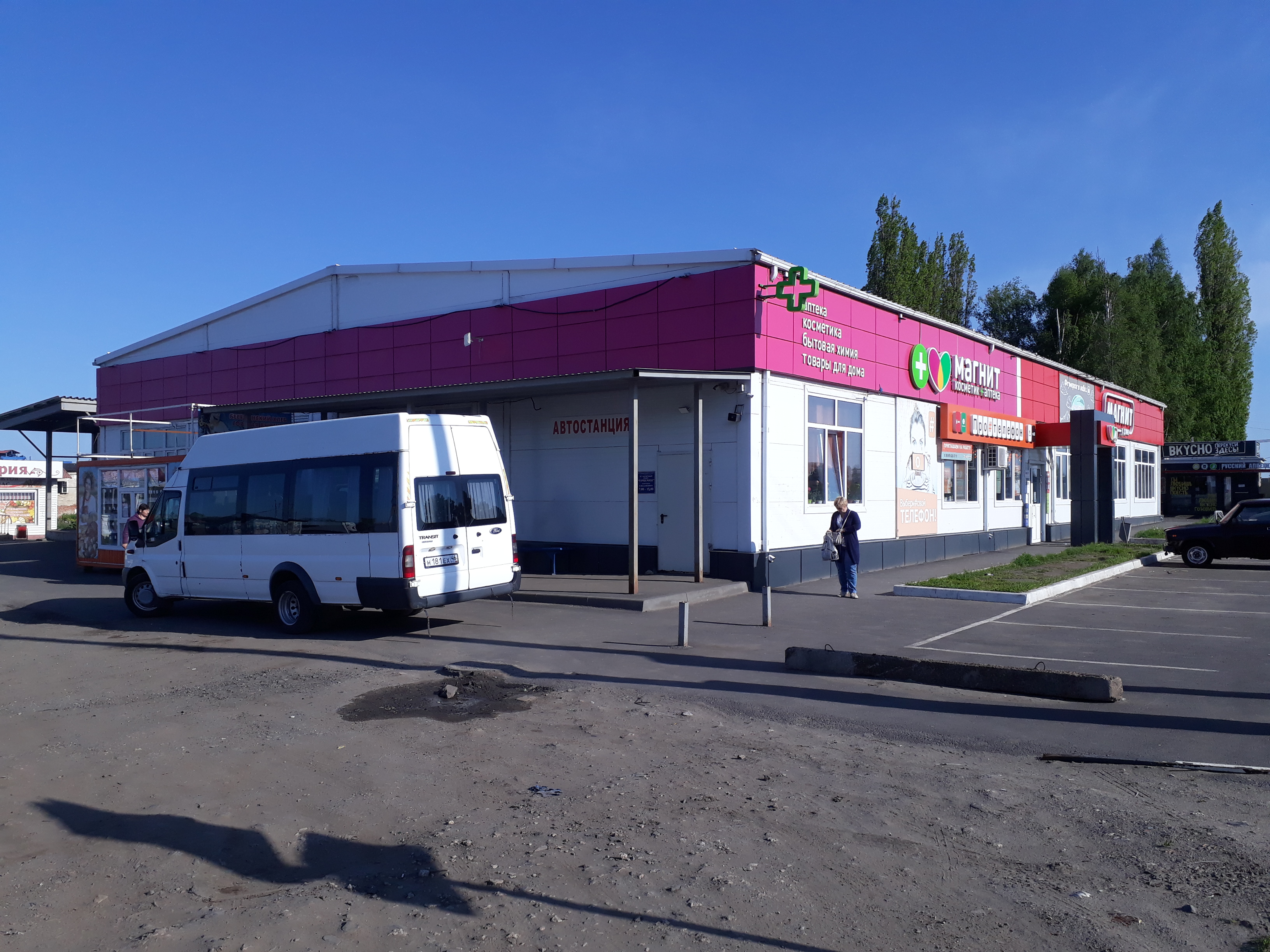
Автостанция

Горшечное соединено асфальтированными дорогами со всеми крупными сёлами и с центром области. Через него проходят: шоссейная автомобильная дорога "Короча - Губкин - Горшечное", участок Юго-Восточной железной дороги.
В посёлке работают, типография, лесхоз, рыбхоз. Действует птицефабрика АО "Куриное царство", группы компаний "Мираторг".

## Культура
Действует краеведческий музей. Муниципальное учреждение культуры «Горшеченская межпоселенческая библиотека» включает 33 библиотеки.
Выпускается газета Горшеченского района Курской области «Маяк».

## Известные жители и уроженцы
- Болгов, Василий Егорович (1913—1989) — Герой Социалистического Труда.